# Алексашкино
Алексашкино — село в Питерском районе Саратовской области, административный центр сельского поселения Алексашкинское муниципальное образование.
Село расположено в северной части района на левом берегу реки Малый Узень. До районного центра (Питерка) — 45 км, до железнодорожной станции Питерка — 55 км.
В селе школа, дом культуры, отделение связи. Планировка села полуквартальная.
Вблизи села пруд Соляный, Малоузенская опытная станция.
В 2024 году старооскольский журналист Дмитрий Зарубин издал книгу «Алексашкино и окрестности (1840–1940 гг.)», посвящённую истории православных общин сёл Питерского района Саратовской области.

## История
Основано село в 1820 году.
Казённая село Алексашкино упоминается в Списке населенных мест Российской империи по сведениям 1859 года. Село относилось к Новоузенскому уезду Самарской губернииСело находилось по правую сторону почтового тракта из Новоузенска в Саратов, на расстоянии 62 вёрст от уездного города. В 1859 году в селе проживало около 1,3 тысяч жителей, имелась православная церковь. По состоянию на 1889 год село относилось к Козловской волости. Впоследствии выделено в отдельную Алексашкинскую волость.
Согласно Списку населённых мест Самарской губернии 1910 года в Алексашкино проживало 1582 мужчины и 1635 женщин, село населяли бывшие государственные крестьяне, преимущественно русские, православные, в селе имелись волостное правление, церковь, 2 земские школы, приёмный покой, почтовое отделение, 9 ветряных мельниц, врач, фельдшер, урядник, проводилась ярмарка, по субботам базары.
В 1919 году в составе Новоузенского уезда село включено в состав Саратовской губернии.

## Население
Динамика численности населения по годам:
| Годы      | 1859 | 1889 | 1897 | 1910 | 1987  | 2002 |
| --------- | ---- | ---- | ---- | ---- | ----- | ---- |
| Население | 1314 | 2020 | 2372 | 3217 | ≈1100 | 1109 |

| 2001 | 2002  | 2010  |
| ---- | ----- | ----- |
| 1122 | ↘1109 | ↘1028 |

Национальный состав
Согласно результатам переписи 2002 года большинство населения составляли русские (79 %).